# Ovgoros
Ovgoros (in greco Όβγορος?; in turco: Ergazi) è un villaggio turco-cipriota della penisola del Karpas nel nordest dell'isola mediterranea di Cipro. Esso è appartenente de iure al distretto di Famagosta di Cipro, mentre de facto si trova nel distretto di İskele della Repubblica Turca di Cipro del Nord. Anche prima del 1974 Ovgoros era abitato esclusivamente da turco-ciprioti. 
Nel 2011 il villaggio aveva una popolazione di 202 abitanti.

## Geografia fisica
Ergazi si trova nella penisola del Karpas, cinque chilometri a sud-est di Kantara e a nord-est di Trikomo/İskele.

## Origini del nome
L'origine del nome greco è oscura. Nel 1958, i turchi ciprioti cambiarono il nome in Ergazi, che significa "veterano coraggioso".

## Società

### Evoluzione demografica
Durante il periodo del dominio ottomano (1570/71-1878), i censimenti furono condotti allo scopo di riscuotere le tasse, come nel 1831, quando a Ergazi furono censiti  16 capi famiglia turchi. Nel 1891, le autorità coloniali britanniche censirono 264 abitanti, di cui 261 erano considerati turchi e tre greci. Nel 1901 si contarono 318 turchi. Nel 1931, furono censiti 379 turchi e sette greci; nel 1946, solo i turchi ciprioti vivevano nel villaggio, cioè 431; nel 1960, erano 362. Nel censimento del 1978, furono censiti 254 turchi ciprioti. Ergazi, che era già abitato esclusivamente da turchi ciprioti prima della fine della seconda guerra mondiale, tra il 1964 e il 1974, all'epoca dell'amministrazione turca di Cipro, e quindi come parte dell'enclave turca di Mehmetçik accolse i rifugiati di altri villaggi. Questi provenivano da Bahçeler/Perivolia e Boğaztepe/Monarga.
Da allora, i giovani del villaggio sono emigrati nelle città più grandi e all'estero, per cui la popolazione si sta riducendo. Nel 2006, c'erano 207 abitanti, calati nel 2011 a 202.